# Арандаренко Георгій Олексійович
Арандаренко (Арендаренко) Георгій Олексійович (4 лютого 1846, с. Велика Кошелівка, Ніжинський повіт, Чернігівська губернія, Російська імперія — 19 квітня 1908, Варшава) — етнограф, генерал-майор, військовий губернатор Ферганської області.

## Біографія
Народився у родині колежського асесора Арендаренка (Орендаренка) Олексія Івановича, дворянина, поміщика. Мати Марія Федорівна, до шлюбу Тарасевич.
Пращуром його був Тимофій Арандаренко, гетьман реєстрових козаків. Дядьком його був Микола Арандаренко, український історик, статистик, етнограф, що служив керуючим Полтавською палатою державних маєтностей, а потім Архангельським цивільним губернатором.
Навчався у Петрівському Полтавському кадетському корпусі, який закінчив 1863 року. Потім навчався у Першому Павлівському військовому училищі і Михайлівському артилерійському училищі, звідки випущений у чині підпоручника 1866 року і призначений до Туркестанського стрілецького батальйону.
Був виконувачем посади Ура-Тюбинського району (1866—1867), членом Аулізатинського організаційного комітету (1867—1868), в управлінні Джизакського повіту (1868—1869), виконувачем посади Джизакського повітового судді (1869—1870), у розпорядженні Туркестанського генерал-губернатора (1870—1871), повітовим суддею (1871—1874), керуючого нагорними племенами (1874—1877), начальником Самаркського повіту (1877—1889), начальником Мервського повіту (1890—1899), генералом для особливих доручень при командувачі військами Туркестанського військового округу (1899—1901).
Брав участь у кампаніях 1866, 1875, 1870 років.
4 червня 1901 року призначений військовим губернатором Зерафшанського округу, пізніше — Ферганської області.
9 грудня 1904 року вийшов у відставку за станом здоров'я.
Помер у Варшаві 19 квітня 1908 року.
За духовним заповітом залишив капітал у сто тисяч рублів на заснування стипендії при Полтавському кадетському корпусі.

## Твори
- Бухара и Афганистан в начале 80-х годов XIX века [Текст]: Журналы командировок Г. А. Арендаренко / Предисл. Н. А. Халфина, А. В. Станишевского; АН СССР, Ин-т востоковедения. — М. : Наука, 1974. — 142 с. — (Центральная Азия в источниках и материалах XIX — начала XX в.).
- Досуги в Туркестане, 1889.
- Бухарское ханство и Афганский Туркестан. Вторая англо-афганская война.
- Арандаренко Г. Бухарские войска в 1880 г. // Военный сборник. 1881. Октябрь.